# Nizam Razak
Nizam Razak, hay còn được gọi là Mohd Nizam bin Abdul Razak, sinh ngày 14/8/1983 tại Johor, Malaysia, là diễn viên kiêm nhà sản xuất hoạt hình người Malaysia.
Anh được biết đến nhiều với các tác phẩm BoBoiBoy và BoBoiBoy Galaxy. Ngoài ra, anh còn là đạo diễn của phim Upin & Ipin trong suốt 3 mùa đầu tiên. Các phim do anh là đạo diễn được chiếu ở kênh TV3 và TV9. Anh từng tốt nghiệp khoa Truyền thông đại chúng của Đại học Đa phương tiện Selangor và làm cho Les' Copaque Production một thời gian. Sau khi rút khỏi Les' Copaque Production, Nizam Razak cùng với 3 thành viên cũ khác của Les' Copaque Production đã sáng lập ra Animonsta Studios năm 2009..

## Các bộ phim
- BoBoiBoy
- BoBoiBoy Galaxy
- Upin & Ipin
- BoBoiBoy: The Movie
- BoBoiBoy Movie 2 (tiếng Việt: BoBoiBoy 2: Cuộc chiến ngân hà)